# Japón en los Juegos Olímpicos de Tokio 1964
Japón estuvo representado en los Juegos Olímpicos de Tokio 1964 por un total de 328 deportistas que compitieron en 21 deportes.  
El portador de la bandera en la ceremonia de apertura fue el nadador Makoto Fukui.

## Medallistas
El equipo olímpico japonés obtuvo las siguientes medallas:
| Nombre                                                                                                | Deporte            | Competición                  |
| --- | ------------------ | ---------------------------- |
| Oro                                                                                                   |                    |                              |
| Takao Sakurai                                                                                         | Boxeo              | Gallo (54 kg) M              |
| Yukio Endo                                                                                            | Gimnasia artística | Concurso completo ind. M     |
| Takuji Hayata                                                                                         | Gimnasia artística | Anillas M                    |
| Haruhiro Yamashita                                                                                    | Gimnasia artística | Salto de potro M             |
| Yukio Endo                                                                                            | Gimnasia artística | Paralelas M                  |
| Takashi Ono Shuji Tsurumi Haruhiro Yamashita Yukio Endo Takuji Hayata Takashi Mitsukuri               | Gimnasia artística | Concurso completo por eqs. M |
| Yoshinobu Miyake                                                                                      | Halterofilia       | 60 kg M                      |
| Takehide Nakatani                                                                                     | Judo               | –68 kg M                     |
| Isao Okano                                                                                            | Judo               | –80 kg M                     |
| Isao Inokuma                                                                                          | Judo               | +80 kg M                     |
| Tsutomu Hanahara                                                                                      | Lucha grecorromana | 52 kg M                      |
| Masamitsu Ichiguchi                                                                                   | Lucha grecorromana | 57 kg M                      |
| Yoshikatsu Yoshida                                                                                    | Lucha libre        | 52 kg M                      |
| Yojiro Uetake                                                                                         | Lucha libre        | 57 kg M                      |
| Osamu Watanabe                                                                                        | Lucha libre        | 63 kg M                      |
| Equipo                                                                                                | Voleibol           | Torneo F                     |
| Plata                                                                                                 |                    |                              |
| Shuji Tsurumi                                                                                         | Gimnasia artística | Concurso completo ind. M     |
| Yukio Endo                                                                                            | Gimnasia artística | Suelo M                      |
| Shuji Tsurumi                                                                                         | Gimnasia artística | Caballo con arcos M          |
| Shuji Tsurumi                                                                                         | Gimnasia artística | Paralelas M                  |
| Akio Kaminaga                                                                                         | Judo               | Clase abierta M              |
| Bronce                                                                                                |                    |                              |
| Kokichi Tsuburaya                                                                                     | Atletismo          | Maratón M                    |
| Taniko Nakamura Kiyoko Ono Hiroko Tsuji Toshiko Aihara-Shirasu Ginko Chiba-Abukawa Keiko Ikeda-Tanaka | Gimnasia artística | Concurso completo por eqs. F |
| Shiro Ichinoseki                                                                                      | Halterofilia       | 56 kg M                      |
| Masashi Ouchi                                                                                         | Halterofilia       | 75 kg M                      |
| Iwao Horiuchi                                                                                         | Lucha libre        | 70 kg M                      |
| Yukiaki Okabe Toshio Shoji Makoto Fukui Kunihiro Iwasaki                                              | Natación           | 4 × 200 m libre M            |
| Yoshihisa Yoshikawa                                                                                   | Tiro               | Pistola 50 m M               |
| Equipo                                                                                                | Voleibol           | Torneo M                     |